# Кешік
Кешік, кешіктен (від монг. хишігтен — «близькі та віддані слуги володаря») — особиста гвардія великих ханів (каганів) Монгольської держави, заснована Чингісханом. Заснована як варта ханської ставки, гвардія також набула значення елітного підрозділу монгольської армії, а також важливої ланки в управлінні державою, будучи, фактично, головною опорою ханської влади.

## Історія
Першими гвардійцями Чингісхана, відповідно до Юань-ші, стали його нукери (дружинники) — Боорчу, Мухалі, Борохул і Чилаун, яких називали «чотирма героями». Вони мали командувати чотирма загонами воїнів-кешіктенів, почергово несучи службу при хані. Створений Чингісханом корпус кешіктенів поділявся на дві частини: турхаудів — денну варту, й кебтеулів — нічну (відповідно 70 і 80 осіб). Таким чином забезпечувалась цілодобова охорона ставки. Загоном турхаудів керували Оголе-чербі й Худус-Халчан. Окрім того була зібрана тисяча багатурів — кращих монгольських воїнів — під командуванням Архай-Хасара. Чингісхан наказав їм у «дні битв битись перед його очима», а решта часу виконувати роль турхах-кешіктенів, тобто денної варти, в доповнення до власне турхаудів.
На курултаї 1206 року, коли було проголошено створення Великої Монгольської Держави, кешік отримав остаточну організацію. Чисельність гвардії була доведена до тумена (10000 воїнів) шляхом набору, як і раніше, з синів і молодших братів нойонів, тисячників і сотників, причому відтоді син тисячника мав привести з собою десятьох нукерів, син сотника — п'ятьох, син десятника чи «людина вільного стану» — трьох.
Кешіктен отримував забезпечення за рахунок тієї адміністративної одиниці (тумен, тисяча), з якої він прибув на службу. Майбутній гвардієць мав з'явитись у ставку зі своїми людьми, конями та, ймовірно, худобою. Такий порядок було підтверджено указом Хубілая від 1263 року. 1281 року кешіктени були взяті двором на часткове, а 1291 — на повне утримання.